# Заслуженный работник транспорта Республики Беларусь
«Заслуженный работник транспорта Республики Беларусь» (бел. Заслужаны работнік транспарту Рэспублікі Беларусь) — почётное звание в Республике Беларусь. Присваивается по распоряжению Президента Республики Беларусь работникам различных видов транспорта за заслуги в развитии национального транспорта и повышении качества услуг.

## Порядок присваивания

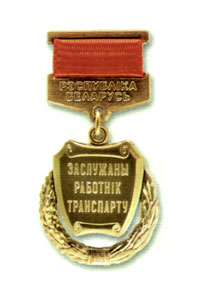
Изображение награды до 2020 года

Присваиванием почётных званий Республики Беларусь занимается Президент Республики Беларусь, решение о присвоении оформляется его указами. Государственные награды (в том числе почётные звания) вручает лично Президент либо его представители. Присваивание почётных званий Республики Беларусь производится на торжественной церемонии, государственная награда вручается лично награждённому, а в случае присваивания почётного звания выдаётся и свидетельство. Лицам, удостоенным почётных званий Республики Беларусь, вручают нагрудный знак.

## Требования
Почетное звание «Заслуженный работник транспорта Республики Беларусь» присваивается высокопрофессиональным работникам железнодорожного, воздушного, водного, автомобильного, трубопроводного и других видов транспорта, работающим в области транспорта не менее 15 лет, за заслуги в повышении эффективности производства и улучшении использования транспортных средств, снижении себестоимости перевозок, повышении качества транспортных услуг, экономии материальных и топливных ресурсов, обеспечении безопасности движения, охраны окружающей среды.